# Kepler-296e
Kepler-296e — це підтверджена екзопланета, яка належить до класу суперземеля. Це означає, що вона більша за Землю, але менша за газових гігантів, як-от Нептун. Вона обертається навколо зорі Kepler-296 у зоні, придатній для життя. Цю область ще називають «зоною життя» — там може бути температура, яка дозволяє існування рідкої води на поверхні планети, якщо там є атмосфера. Планету виявили за допомогою космічного телескопа Кеплер. Цей телескоп шукає планети, спостерігаючи за зорями та помічаючи, як їхнє світло тимчасово зменшується, коли планета проходить перед зорею. Такий метод дослідження називається транзитним. Саме завдяки цьому методу й зафіксовано існування Kepler-296e. НАСА офіційно оголосило про відкриття цієї планети 26 лютого 2014 року. Відтоді вона стала однією з цікавих кандидаток у пошуках потенційно придатних для життя планет за межами Сонячної системи.

## Характеристики
Kepler-296e спочатку вважалася суперземлею через свої великі розміри — її радіус був в 1,75 раза більший за радіус Землі. Однак після уточнень цей показник зменшили до 1,53 раза більший за радіус Землі, що все одно вказує на її більші розміри. Ця планета обертається навколо своєї зорі, Kepler-296, за 34,1 дня. Відстань між Kepler-296e і її зорею становить близько 0,169 астрономічної одиниці (а.о.). Що стосується маси планети, то її можна оцінити в 4,52 маси Землі. Це означає, що вона значно важча за нашу планету. Якщо припустити, що щільність Kepler-296e подібна до щільності Землі, її маса буде трохи меншою — близько 3,58 маси Землі. Температура рівноваги планети — це температура, яку вона б мала, якби не було атмосфери або інших факторів. Ця температура становить 267 К, що дорівнює приблизно -6 °C або 21 °F. Це значно холодніше, ніж на Землі, але все одно в межах, які можуть дозволяти існування рідкої води, якщо на планеті є атмосфера.

## Придатність для життя
Kepler-296e розташована в зоні, де можливе існування життя — це зона, де умови дозволяють існування рідкої води на поверхні планети. Рідка вода є важливим фактором для розвитку та підтримки життя, як ми знаємо на Землі. Оскільки планета не дуже велика, її розміри вказують на те, що вона є кам'янистою. На 2017 рік Kepler-296e має індекс подібності до Землі (ESI) 0.85. Це означає, що вона є однією з найбільш схожих на Землю планет, займаючи п'яте місце серед таких екзопланет, після Kepler-438b, TRAPPIST-1d, а також двох планет, відкритих у 2017 році: GJ 3323 b і Gliese 273 b (Лейтен b). Температура на поверхні планети залежить від її альбедо — здатності відбивати світло. Якщо альбедо планети буде таким, як у Землі (0.3), температура рівноваги буде близько 234 K (−39 °C або −38 °F), що є дуже холодно. Якщо ж альбедо буде подібним до альбедо Венери (0.7), температура може бути значно нижчою — близько 189 K (−84 °C або −119 °F). Однак, якщо планета має приливне захоплення (коли одна її сторона завжди звернена до зорі), температура може підвищитися до 278 K (5 °C або 41 °F), що є комфортною для води в рідкому стані.